# Alfredo Egídio de Sousa Aranha
Alfredo Egídio de Sousa Aranha (28 de maio de 1894 - 29 de maio de 1961) foi um advogado, empresário e banqueiro brasileiro.

## Biografia
Era filho de Olavo Egídio de Sousa Aranha e Maria Vicentina de Sousa Queirós.
Formou-se em direito na Faculdade de Direito de São Paulo em 1915. Quatro anos depois foi eleito deputado estadual. Serviu três mandatos enquanto dirigia a empresa Fiação Tecelagem São Paulo.
Casou-se com sua prima Umbelina Egídio de Sousa Aranha (1898-1985), filha de Joaquim Egídio de Sousa Aranha (1867-1895), neto do homônimo marquês de Três Rios. O casal adotou Maria de Lourdes, casada com Eudoro Villela, e criaram Angelo e Laerte Simões Arruda.
Fundou, junto a Umbelina, a entidade filantrópica "Nossa Casa" para assistir menores desamparados.

### A Razão
Em 1931 fundou o jornal A Razão onde trabalhou Plínio Salgado, San Tiago Dantas, Márcio Graciotti, Nuto Santana, Gabriel de Barros e José Maria Machado. A publicação, associada ao movimento integralista, foi destruída; durou um ano. Plínio também trabalhou no seu escritório de advocacia.

### Companhia Seguradora Brasileira
Quatro anos depois, em 1935, Alfredo tomou o controle da Companhia Ítalo-Brasileira de Seguros Gerais que foi renomeada de Companhia Seguradora Brasileira. Teve como sócios o José Ermírio de Moraes, Silva Porto e Edgard Azevedo Soares.
Após vender a Fiação Tecelagem São Paulo, Alfredo guinou para o ramo bancário seguindo nos passos do seu pai, Olavo, que fundou o Banco de Crédito Hipotecário e Agrícola do Estado de São Paulo e do seu tio-avô, o marquês de Três Rios que fundou o Banco Comércio e Indústria de São Paulo.

### Banco Central de Crédito
Em 1943 fundou o Banco Central de Crédito com seu sócio Aloisio Ramalho Foz. Por conta das mudanças regulatórias, o banco só começou a funcionar em 1945. Três anos depois, em 1948, Alfredo chamou o genro Eudoro Villela para trabalhar no banco. Nesse mesmo ano de 1943 seu sobrinho Olavo Setúbal fundou a empresa Deca, de artigos de fundição, financiada em parte com dinheiro que recebeu de presente de casamento de Alfredo.

### Duratex
Em 1951, Alfredo e Eudoro, com capital do Banco Central de Crédito, criaram a Duratex, empresa de chapas e laminados de eucalipto em Jundiaí. Cinco anos depois, Alfredo chamou o sobrinho engenheiro Olavo para reestruturar a empresa. No meio tempo, em 1953, a Deca, com a participação de Alfredo e sócios, comprou a Metalúrgica Taiar, fabricante das válvulas Hydra. No final desse ano, em dezembro, a pedido do governo, o Banco Central de Crédito deixou de usar a palavra "Central" e passou a se chamar Banco Federal de Crédito.
Em 1959, Alfredo convidou seu sobrinho Olavo Setúbal para a direção do Banco Federal de Crédito.